# تيس أسبلوند
تيس أسبلوند (بالسويدية: Tess Asplund)‏، من مواليد عام 1974، ناشطة سويدية لفتت الانتباه بعد احتجاجها على النازيين الجدد في بورلانجي، السويد. ديفيد لاجيرلوف هو مصور صورة أسبلوند التي انتشرت بشكل فيروسي، والتي تُظهرها في مواجهة أفراد يرتدون الزي الرسمي لحركة مقاومة الشمال الإسكندنافية وهي ترفع بقبضتها في الهواء. هي في الأصل من كولومبيا  لكنها تصف نفسها بأنها من أصل أفريقي.  بخصوص تلك الحادثة، نقل عن أسبلوند قولها «إذا كانت هذه الصورة لي يمكن أن تجعل المزيد من الناس يجرؤون على إظهار المقاومة، فهذا كل شيء جيد... يجب على الناس أن يتحدوا ويظهروا أنه لا يجب أن تصبح العنصرية طبيعية وأن لا يترك الفاشيين يتحركون في شوارعنا.»
أسبلوند هي عضو في Afrophobia Focus.
كما نقلت صحيفة «أسبونبلت» عن أسبلوند قولها أنه كانت ضحية مشتركة لهجوم وحشي باستخدام أعمدة أعلام قام به ثلاثة رجال من أصل بولندي في أعقاب مظاهرة يمينية شعبية في وسط ستوكهولم.
في عام 2016، أدرجت أسبلوند ضمن قائمة 100 امرأة في هيئة الإذاعة البريطانية، إلى جانب أليسيا كيز وإلينا واموكويا ‏ ونادية حسين. كان موضوع قائمة هذا العام هو التحدي.

## روابط خارجية
- مقال في الصحيفة المسائية السويدية إكسبرنسن، مع الصورة المذكورة أعلاه لتيس أسبلوند